# سان فرانسيسكو آل كامبو (إيطاليا)
سان فرانسيسكو آل كامبو هي كومونا (بلدية) في مدينة تورينو الحضرية في المنطقة الإيطالية بيدمونت ، وتقع على بعد حوالي 21 كيلومتر (13 ميل) شمال غرب تورين .